# La Plana de Sucs
La Plana de Sucs és una partida de l'Horta de Lleida, de Lleida.
Limita amb:
- Al nord amb la partida d'El Fons.
- A l'est amb la partida de Suquets.
- Al sud i a l'oest amb el terme municipal de Gimenells i El Pla de la Font.